# ویرکان
ویرکان (به فرانسوی: Ouirgane) یک شهرک در مراکش است که در استان حوز واقع شده‌است. ویرکان ۶٬۹۱۶ نفر جمعیت دارد.